# Autoanticorpi anti-SSA/Ro
Autoanticorpii anti-SSA/Ro (denumiți, de asemenea, anti-Ro sau una dintre combinațiile anti-Ro/SSA și anti-SSA/Ro) sunt autoanticorpi prezenți în organism în asociere cu un număr de boli autoimune, cum ar fi lupusul eritematos sistemic (LES), lupusul eritematos cutanat subacut, sindromul overlap lupus eritematos sistemic/sindrom Sjögren, lupusul neonatal și ciroza biliara primitivă, sindromul Sjögren. Prezența acestor anticorpi la gravidele cu LES este asociată cu risc crescut de apariție a lupusului eritematos neonatal la copii. Sunt îndreptați împotriva unor ribonucleoproteine prezente la nivelul nucleului celular, prin umare, fac parte din familia autoanticorpilor antinucleari.

## Sistemul Ro/La
Autoanticorpii anti-SSA/Ro sunt îndreptați împotriva sistemului antigenic Ro/La (SSA/SSB). Acesta este complex antigenic heterogen format din trei proteine intracelulare diferite (Ro de 52 kDa, Ro de 60 kDa și La) și patru particule mici de ARN. Autoanticorpii anti-La sunt asociați mai frecvent cu Sindromul Sjögren (SS).

## Măsurare
Autoanticorpii anti-SSA/Ro pot fi măsurați folosind metoda imunodifuziei, ELISA sau Western blot, însă nu toate metodele pot utiliza orice ser. ELISA și Western blot sunt mai sensibile pentru detectarea titrurilor scăzute de anticorpi. În prezent se cercetează alte metode de detectare a acestor anticorpi.